# Klub Sportowy Widzew Łódź 2013-2014
Questa voce raccoglie le informazioni riguardanti il Klub Sportowy Widzew Łódź nelle competizioni ufficiali della stagione 2013-2014.

## Rosa
| N. |                     | Ruolo | Calciatore                 |
| -- | ------------------- | ----- | -------------------------- |
| 1  | Polonia (bandiera)  | P     | Mateusz Wlazłowski         |
| 2  | Polonia (bandiera)  | D     | Jakub Bartkowski           |
| 3  | Haiti (bandiera)    | D     | Kevin Lafrance             |
| 4  | Polonia (bandiera)  | D     | Rafał Augustyniak          |
| 6  | Polonia (bandiera)  | C     | Piotr Mroziński            |
| 7  | Polonia (bandiera)  | D     | Patryk Stępiński           |
| 8  | Nigeria (bandiera)  | C     | Princewill Okachi          |
| 9  | Polonia (bandiera)  | C     | Marcin Kaczmarek           |
| 13 | Polonia (bandiera)  | P     | Maciej Mielcarz (capitano) |
| 14 | Polonia (bandiera)  | C     | Tomasz Kowalski            |
| 15 | Lettonia (bandiera) | A     | Eduards Višņakovs          |
| 16 | Spagna (bandiera)   | D     | Jonathan de Amo            |
| 17 | Polonia (bandiera)  | A     | Mariusz Rybicki            |
| 18 | Polonia (bandiera)  | C     | Krystian Nowak             |
| 19 | Polonia (bandiera)  | A     | Łukasz Staroń              |

| N. |                       | Ruolo | Calciatore                |
| -- | --------------------- | ----- | ------------------------- |
| 20 | Polonia (bandiera)    | D     | Michał Płotka             |
| 22 | Polonia (bandiera)    | C     | Dawid Kwiek               |
| 23 | Polonia (bandiera)    | P     | Maciej Krakowiak          |
| 24 | Polonia (bandiera)    | D     | Karol Tomczyk             |
| 25 | Lettonia (bandiera)   | C     | Aleksejs Višņakovs        |
| 27 | Armenia (bandiera)    | D     | Levon Hayrapetyan         |
| 28 | Lituania (bandiera)   | D     | Povilas Leimonas          |
| 29 | Brasile (bandiera)    | C     | Alex Bruno de Souza Silva |
| 30 | Tunisia (bandiera)    | D     | Hachem Abbès              |
| 31 | Brasile (bandiera)    | C     | Emerson Carvalho          |
| 33 | Polonia (bandiera)    | C     | Bartłomiej Kasprzak       |
| 34 | Polonia (bandiera)    | C     | Bartłomiej Grube          |
| 77 | Kosovo (bandiera)     | C     | Xhevdet Gela              |
| 94 | Montenegro (bandiera) | C     | Veljko Batrović           |